# Barxeta (kommun)
Barxeta är en kommun i Spanien.   Den ligger i provinsen Província de València och regionen Valencia, i den östra delen av landet, 300 km sydost om huvudstaden Madrid. Antalet invånare är 1 637. Arean är 28,5 kvadratkilometer. Barxeta gränsar till Benigànim, L'Ènova, Genovés, Llocnou d'En Fenollet, Cuatretondeta, Rafelguaraf, Simat de la Valldigna och Xàtiva. 
Terrängen i Barxeta är kuperad åt sydost, men åt nordväst är den platt.